# نونو كارفاليو
نونو كارفاليو (9 يناير 1987 في البرتغال - ) هو لاعب كرة قدم برتغالي في مركز الهجوم. لعب مع نادي برشلونة ج ونادي لاردة ونادي أندورا لكرة القدم وUD Ibiza-Eivissa ‏ وCF Balaguer ‏ وCF Pobla de Mafumet ‏ وUE Valls ‏ وUE Tàrrega ‏.

## وصلات خارجية
- نونو كارفاليو على موقع قاعدة بيانات كرة القدم.إي يو (الإنجليزية)